# Сан Потито Ултра
Сан Потито Ултра (итал. San Potito Ultra) је насеље у Италији у округу Авелино, региону Кампанија.
Према процени из 2011. у насељу је живело 1055 становника. Насеље се налази на надморској висини од 500 м.

## Становништво
Према резултатима пописа становништва 2011. у општини је живело 1.598 становника.
| 1931. | 1936. | 1951. | 1961. | 1971. | 1981. | 1991. | 2001. | 2011. |
| ----- | ----- | ----- | ----- | ----- | ----- | ----- | ----- | ----- |
| 1.368 | 1.459 | 1.526 | 1.489 | 1.311 | 1.578 | 1.307 | 1.441 | 1.598 |